# Penny Mordaunt
Penelope Mary Mordaunt (Torquay, 4 de marzo de 1973) es una política británica que ocupó el cargo de Líder de la Cámara de los Comunes y Lord Presidente del Consejo desde septiembre de 2022 hasta julio de 2024. Anteriormente fue ministra de Estado de Política Comercial desde 2021 hasta 2022, también es miembro del Parlamento por Portsmouth North desde 2010. Miembro del Partido Conservador, Mordaunt sirvió en el Gabinete de Theresa May como secretaria de Estado para el Desarrollo Internacional de 2017 a 2019 y secretaria de Estado para la Defensa en 2019.
Mordaunt se desempeñó como subsecretaria de Estado Parlamentaria para la Descentralización de 2014 a 2015, antes de ser nombrada ministra de Estado para las Fuerzas Armadas en 2015, la primera mujer en ocupar el cargo. Tras el nombramiento de Theresa May como primera ministra, Mordaunt fue nombrada ministra de Estado para Personas con Discapacidad, Trabajo y Salud. En 2017, tras la renuncia de Priti Patel, Mordaunt fue nombrada secretaria de Estado para el Desarrollo Internacional. También se desempeñó como ministra de Mujeres e Igualdad de 2018 a 2019.
En mayo de 2019, Mordaunt fue nombrada secretaria de Estado de Defensa, en sustitución de Gavin Williamson. Se desempeñó como secretaria de Estado de Defensa durante 85 días y fue la primera mujer en ocupar el cargo. En la reorganización del gabinete de 2020, Mordaunt volvió a ingresar al gobierno como Pagador General. En la reorganización del gabinete de 2021 fue nombrada ministra de Estado de Política Comercial. Actualmente es la única parlamentaria que es reservista naval real.
Tras la renuncia de Boris Johnson como primer ministro en julio de 2022, Mordaunt anunció su candidatura para la elección del nuevo líder del Partido Conservador y por lo tanto, para ser primera ministra del Reino Unido. Fue eliminada en la quinta ronda de votación, quedando en tercer lugar tras Rishi Sunak y Liz Truss.

## Biografía
Mordaunt nació el 4 de marzo de 1973 en Torquay, Devon. Hija de un exparacaidista, afirma que recibió su nombre del crucero de clase Arethusa HMS Penelope. Su padre, John Mordaunt, nacido en Hilsea Barracks, sirvió en el Regimiento de Paracaidistas antes de volver a capacitarse como maestro.  Mordaunt se educó en Oaklands Roman Catholic Comprehensive School en Hampshire y estudió teatro en Victoryland Theatre School.
Mordaunt ha atribuido su interés en la política a sus experiencias trabajando en hospitales y orfanatos de Rumania en su año sabático, mientras ese país estaba en las secuelas de la revolución de 1989. Mordaunt estudió filosofía en la Universidad de Reading, se graduó en 1995 con un Upper Second Class Honours, equivalente en España a un  7.0/10. 
Después de su graduación, el empleo de Mordaunt se centró en las relaciones públicas en varios sectores.

## Servicio naval
Mordaunt es una reservista naval real. En 2010, ella desempeñaba como subteniente interina en el establecimiento costero HMS King Alfred en Whale Island. Desde mayo de 2015 hasta abril de 2019 no tenía compromiso de formación anual ni percibía remuneración por parte de la Armada. Fue nombrada comandante honoraria en abril de 2019 y capitana honoraria el 30 de junio de 2021.
A partir de 2022, era la única diputada mujer en la Royal Naval Reserve.

## Vida personal
Mordaunt es miembro de la Royal Society of Arts, miembro de la Asociación Astronómica Británica y, desde 2013, fue presidenta de Wymering Manor Trust. Dirigió el equipo visitante de la Liga de Amigos en el Hospital Queen Alexandra durante ocho años. Es patrocinadora de Victoria Cross Trust y Enable Ability, una organización benéfica para discapacitados con sede en Portsmouth, además de ser embajadora de Scouting.
Mordaunt conoció a Paul Murray cuando ambos eran estudiantes en la Universidad de Reading y se casaron en 1999, pero esto terminó en divorcio al año siguiente. Más tarde estuvo en una relación a largo plazo con Ian Lyon, un cantante clásico. Sus pasatiempos incluyen la astronomía y la pintura.